# Peter Kam
Peter Kam (chiń. 金培達; pinyin Jīn Péidá; jyutping Gam1 Pui4 Daat6; ur. 1961 w Hongkongu) – hongkoński kompozytor muzyki filmowej. Otrzymał dwanaście nagród oraz 25 nominacji.

## Filmografia

### Jako kompozytor

#### Filmy pełnometrażowe
| Rok  | Tytuł                                  |
| ---- | -------------------------------------- |
| 1995 | Nie lian                               |
| 1995 | Ma ma fan fan                          |
| 1996 | Celny strzał                           |
| 1996 | Do san 3: Chi siu nin do san           |
| 1997 | Przyjemniaczek                         |
| 1997 | W pogoni za mordercą                   |
| 1997 | Miejskie torpedy                       |
| 1997 | Dui bat hei, doh je nei                |
| 1998 | Sun faa sau si                         |
| 1998 | Gwan geun see dam                      |
| 1998 | Otwarta wojna                          |
| 1998 | Piętno nienawiści                      |
| 1999 | Xing yuan                              |
| 1999 | Krwawy deszcz                          |
| 2000 | Japońskie wilki                        |
| 2000 | Król pistoletu                         |
| 2000 | Ha yat dik mo mo cha                   |
| 2000 | Błąd w obliczeniach                    |
| 2009 | Incydent                               |
| 2009 | Lau long che sai kai bui               |
| 2016 | Beijing Meets Seattle II: Book of Love |
| 2016 | Hon zin 2                              |

### Jako aktor

#### Filmy pełnometrażowe
| Rok  | Tytuł               | Rola           |
| ---- | ------------------- | -------------- |
| 2007 | Por see yee         | Mr. Wong       |
| 2014 | Yi ge ren de wu lin | Superintendant |